# Teatro Maria Matos
O Teatro Maria Matos é um teatro português sediado em Lisboa. Abriu as suas portas ao público a 22 de Outubro de 1969 em homenagem a uma actriz de grande prestígio, Maria Matos. O seu actual diretor artístico é Mark Deputter, encarregue da área de Teatro e Dança, estando a Música a cargo de Pedro Santos e a programação para crianças e jovens entregue a Susana Menezes.

## História
Com um passado mais convencional e popular, desde os clássicos do tempo da RTP (Artur Ramos) e de Repertório (Armando Cortez), ao Teatro de Revista, trazido com as produções do Teatro Maria Vitória, em consequência do seu incêndio, em 1983, passando pelo Teatro dito comercial e pelas comédias musicais e o apoio a projectos da acção social e espectáculos destinados ao público infantil e escolar, em 1999, o Teatro Maria Matos assume uma vontade de mudança, modernizando-se, e passando a ter uma programação diversificada de modo a tornar-se um espaço de experimentação de novas linguagens artísticas, impondo-se como um espaço alternativo entre os vários públicos da cidade de Lisboa e de Portugal.

## Construção
A construção da estrutura do Teatro foi da responsabilidade do arquiteto Fernando Ramalho. O projecto inicial sofreu alterações da estrutura, já em construção, dando lugar a um segundo projeto do arquiteto Barros da Fonseca.
A 24 de Setembro de 1982, o teatro é adquirido pela Câmara Municipal de Lisboa.

## Programação Teatral
O musical Cabaret, um êxito da Broadway que originou o filme Cabaret, foi o grande destaque da programação do Teatro em 2008, com estreia a 4 de Setembro. A partir de Junho de 2009, a programação de Teatro e Dança a cargo de Mark Deputter, seguiu um rumo mais contemporâneo e  experimental, ligado à criação independente, com a vinda de muitas companhias estrangeiras. 

### Peças
| Ano  | Peça                              | Encenação                       | Elenco | Local |
| ---- | --------------------------------- | ------------------------------- | --- | ----- |
| 1975 | Schweik na Segunda Guerra Mundial |                                 | Raul Solnado, Lourdes Norberto, Armando Cortez e Vítor de Sousa                                                     |       |
| 1997 | Maldita borbulha                  | Grupo Cassefaz (Paulo Ferreira) | Carlos Teixeira, Íris Reis, Jorge Corrula, Maria João Falcão, Miguel Barros, Paula Silva, Raquel Morato, Rui Raposo |       |
| 1998 | O rapto de Madonna                | Grupo Cassefaz (Paulo Ferreira) | Rui Raposo |       |
| 2015 | Tomorrow's Parties                | Forced Entertainment            | |       |

## Programação Musical
Nos últimos anos o Maria Matos tem-se destacado pela sua programação musical, tendo organizado eventos de homenagem a John Cage, chamado "100 Cage", e a outros músicos.